# شکوه کنت ورسیکولورا
شکوه کنت ورسیکولورا (Endromis versicolora) شاپرکی است از خانواده شاپرک‌های شکوه کنت. پهنای بال این شاپرک ۵۰ تا ۷۰ میلی‌متر است.

روی و پشت نر (بالا) روی و پشت ماده (پایین)